# Agostino Viale
Agostino Viale (ur. 1692 w Genui, zm. 1777 tamże) – genueński polityk.
Od 10 marca 1750 do 10 marca 1752 roku Agostino Viale był dożą Republiki Genui.